# Petoševci
Petoševci (szerbül:  Петошевци), település Bosznia-Hercegovinában, Laktaši községben, Bosanska krajina területén, a Szerb Köztársaságban. 

## Fekvése
Bosznia-Hercegovina északi részén, Banja Lukától légvonalban 22, közúton 25 km-re, községközpontjától légvonalban 5, közúton 6 km-re észak-északkeletre, 115-120 méteres magasságban, a Lijevce polje mezejének szélén, az Orbász bal partján fekszik. 

## Népessége
| Nemzetiségi csoport | Népesség 1991 | Népesség 2013 |
| ------------------- | ------------- | ------------- |
| Szerb               | 490           | 578           |
| Bosnyák             | 0             | 0             |
| Horvát              | 2             | 5             |
| Jugoszláv           | 3             | 0             |
| Egyéb               | 4             | 6             |
| Összesen            | 499           | 589           |

## Története
A település középkori előzményéről tanúskodnak a Bagruša lelőhelyen feltárt kora középkori temető maradványai. A temetőt a szláv történelem korai szakaszához kapcsolták.
Úgy tartják, hogy a 19. században ez a terület Čardačani falu része volt. Az Orbász folyó folyásának megváltoztatásával azonban az új meder kettévágta Čardačani falut. Az élet az egyik oldalon hamarosan nehézzé vált, ezért öt család úgy döntött, hogy az Orbászon át egy új, tiszta és termékeny földre költöznek. Ezt az öt családot tekintik az új Petoševac falu alapítóinak. Čardačani lakói nem akarták, hogy a termékeny földek egy részét elszakítsák tőlük és ott új falut alapítsanak, ezért lázadás tört ki. Az emberek átkeltek a folyón és felgyújtottákk az ottani földeket, így ennek az öt családnak semmije sem maradt. A kiélezett viszony 1891-ben ért véget, amikor a falu lakói az Orbászon át visszatértek és falut alapítottak Petoševci néven. Azt azonban nem tudni, mely családok voltak az alapítók között, mert ezalatt a 200 év alatt rengeteg új család költözött Petošecire, így feledésbe merült, hogy kik alapították a település. Amikor 1988-ban Laktaši önálló község lett, Petoševci hozzájuk, Čardačani pedig a Župskai körzethez tartozott.
A település 1878-ig tartozott az Oszmán Birodalomhoz, ekkor a berlini kongresszus határozata alapján az Osztrák-Magyar Monarchia része lett. 1879-ben az első osztrák-magyar népszámlálás során a Banja Luka-i járáshoz tartozó településnek 43 háztartása és 253 ortodox lakosa volt. 1910-ben a Banja Luka-i járáshoz tartozó településen 58 háztartást, 370 ortodox, 7 muszlim és 4 római katolikus lakost találtak.A monarchia szétesésével 1918-ban előbb a Szerb-Horvát-Szlovén Királyság, majd 1929-től a Jugoszláv Királyság része. 1921-ben a községnek 60 háztartása és 397 lakosa volt. Az 1929-es törvény értelmében, amikor Bosznia-Hercegovinát négy banovinára, Drinskára, Vrbaskára, Zetskára és Primorskára osztották, a település a Vrbaska banovina része lett, amelynek székhelye Banja Luka volt. Jugoszlávia megszállása után a Független Horvát Állam (NDH) része lett. A második világháború után a szocialista Jugoszláviához tartozott. A daytoni békeszerződést követő területfelosztásnál Laktaši község részeként a Szerb Köztársaság területéhez került.

## Nevezetességei
- Bagruša – középkori temető maradványai. A temető terszerű régészeti feltárása 1976-ban történt Z. Žeravica vezetésével. A részben megsemmisült temetőből 160, nyugat-keleti tájolású csontvázas sírt tártak fel. Közülük számos sír rendelkezett mellékletekkel, köztük cserépedények, ékszerek (fülbevalók, gyűrűk, medálok) és egy pár sarkantyú. Korukat a 9. – 11. században határozták meg, és a bjelobrdói kultúrához, illetve a frank hatásokkal rendelkező korai szláv kultúrához kapcsolták.[4]

## Fordítás
- Ez a szócikk részben vagy egészben  a   Petoševci című szerb Wikipédia-szócikk ezen változatának fordításán alapul.  Az eredeti cikk szerkesztőit annak laptörténete sorolja fel. Ez a jelzés csupán a megfogalmazás eredetét és a szerzői jogokat jelzi, nem szolgál a cikkben szereplő információk forrásmegjelöléseként.